# Lukáš Klein
Lukáš Klein (Spišská Nová Ves, 22 maart 1998) is een Slowaaks tennisser.

## Carrière
Klein speelde in 2016 de juniorenfinale op de Australian Open waarin hij samen met Patrik Rikl het dubbelspel verloor van Alex de Minaur en Blake Ellis. In 2021 won hij zijn eerste challenger in het dubbelspel en nam hij deel aan de Olympische Zomerspeln in zowel het enkel- als dubbelspel. In het dubbelspel bereikte hij de tweede ronde en in  het enkelspel bleef hij steken in de eerste ronde. In 2022 won hij twee challengers in het enkelspel en nam deel aan Wibledon waar hij niet voorbij de eerste ronde geraakte.

## Palmares
| Legenda                       | Legenda               |
| ----------------------------- | --------------------- |
| Grand Slam                    |                       |
| Olympische Spelen             |                       |
| tot 2009                      | vanaf 2009            |
| Tennis Masters Cup            | ATP Finals            |
| ATP Masters Series            | ATP Tour Masters 1000 |
| ATP International Series Gold | ATP Tour 500          |
| ATP International Series      | ATP Tour 250          |

### Enkelspel
| Nr.                  | Datum           | Toernooi  | Ondergrond    | Tegenstander in finale | Score         | Details |
| -------------------- | --------------- | --------- | ------------- | ---------------------- | ------------- | ------- |
| gewonnen challengers |                 |           |               |                        |               |         |
| 1.                   | 29 mei 2022     | Troisdorf | Gravel        | Zizou Bergs            | 6-1, 6-4      |         |
| 2.                   | 9 oktober 2022  | Alicante  | Hardcourt     | Nick Hardt             | 6-3, 6-4      |         |
| 3.                   | 29 oktober 2023 | Ortisei   | Hardcourt (i) | Maks Kaśnikowski       | 6-7, 7-6, 7-6 |         |

### Dubbelspel
| Nr.                  | Datum            | Toernooi  | Ondergrond | Partner     | Tegenstander in finale        | Score            | Details |
| -------------------- | ---------------- | --------- | ---------- | ----------- | ----------------------------- | ---------------- | ------- |
| gewonnen challengers |                  |           |            |             |                               |                  |         |
| 1.                   | 14 februari 2021 | Cherbourg | Hardcourt  | Alex Molčan | Albano Olivetti Antoine Hoang | 1-6, 7-5, [10-6] |         |

## Resultaten grote toernooien
| Legenda | Legenda                          |
| ------- | -------------------------------- |
| g.t.    | geen toernooi gehouden           |
| l.c.    | lagere categorie                 |
| –       | niet deelgenomen                 |
| G       | uitgeschakeld in de groepsfase   |
| 1R      | uitgeschakeld in de eerste ronde |
| 2R      | uitgeschakeld in de tweede ronde |
| 3R      | uitgeschakeld in de derde ronde  |
| 4R      | uitgeschakeld in de vierde ronde |
| KF      | uitgeschakeld in de kwartfinale  |
| HF      | uitgeschakeld in de halve finale |
| F       | de finale verloren               |
| W       | het toernooi gewonnen            |
| w-v     | winst/verlies-balans             |

### Enkelspel
| toernooi          | 2022 |
| ----------------- | ---- |
| Australian Open   | –    |
| Roland Garros     | –    |
| Wimbledon         | 1R   |
| US Open           | –    |
| titels per jaar   | 0    |
| eindejaarsranking |      |